# The Expanse: Osiris Reborn
The Expanse: Osiris Reborn (с англ. — «Экспансия: Возрождение Осириса») — будущая компьютерная игра в жанре action/RPG, разрабатываемая студией Owlcat Games. Проект расширяет вселенную серии научно-фантастических романов «Пространство», созданной Даниэлем Абрахамом и Таем Френком. Презентационный трейлер игры был показан 7 июня 2025 года на летней конференции Future Games Expo. По заявлениям разработчиков главным источником вдохновения для них стала серия игр Mass Effect, а также что некоторые из актёров телесериала «Пространство» 2015 года будут заняты в разработке и повторят свои роли в игре. Сюжет игры основан на событиях книг. Игроку предстоит взять на себя роль командира отряда наёмников Pinkwater Security, управляющего космическим фрегатом и сражающегося за выживание в открытом космосе. Игра готовится к выходу на платформах Windows, PlayStation 5 и Xbox Series X/S.